# Bandeira de Mayotte

Bandeira de uso local

Bandeira oficial. A bandeira tricolor francesa

A bandeira oficial da Ilha de Mayotte é a Tricolor francesa.
Existe uma bandeira de uso local que consiste de um pano de cor branco em que figuram o escudo de Mayotte na sua parte central e o nome da ilha, escrito com letras vermelhas na sua parte superior.
O escudo de Mayotte é um campo cortado de azul e vermelho com uma borda estreita dentada de cor branca, em que figuram: na parte superior, uma lua crescente de prata e, na inferior, duas flores amarelas.
Sustentam o escudo duas figuras, ou suportes em terminologia heráldica, com forma de cavalo do mar.
Na parte inferior, escrito em uma faixa, está o lema: Ra Hachiri (“Nós estamos vigilantes”).